# Lanius excubitor
L'averla maggiore (Lanius excubitor Linnaeus, 1758) è un uccello passeriforme della famiglia Laniidae.

## Etimologia
Il nome scientifico della specie, excubitor, deriva dal latino e significa "sentinella", in riferimento alle abitudini di vita di questi uccelli.

## Descrizione

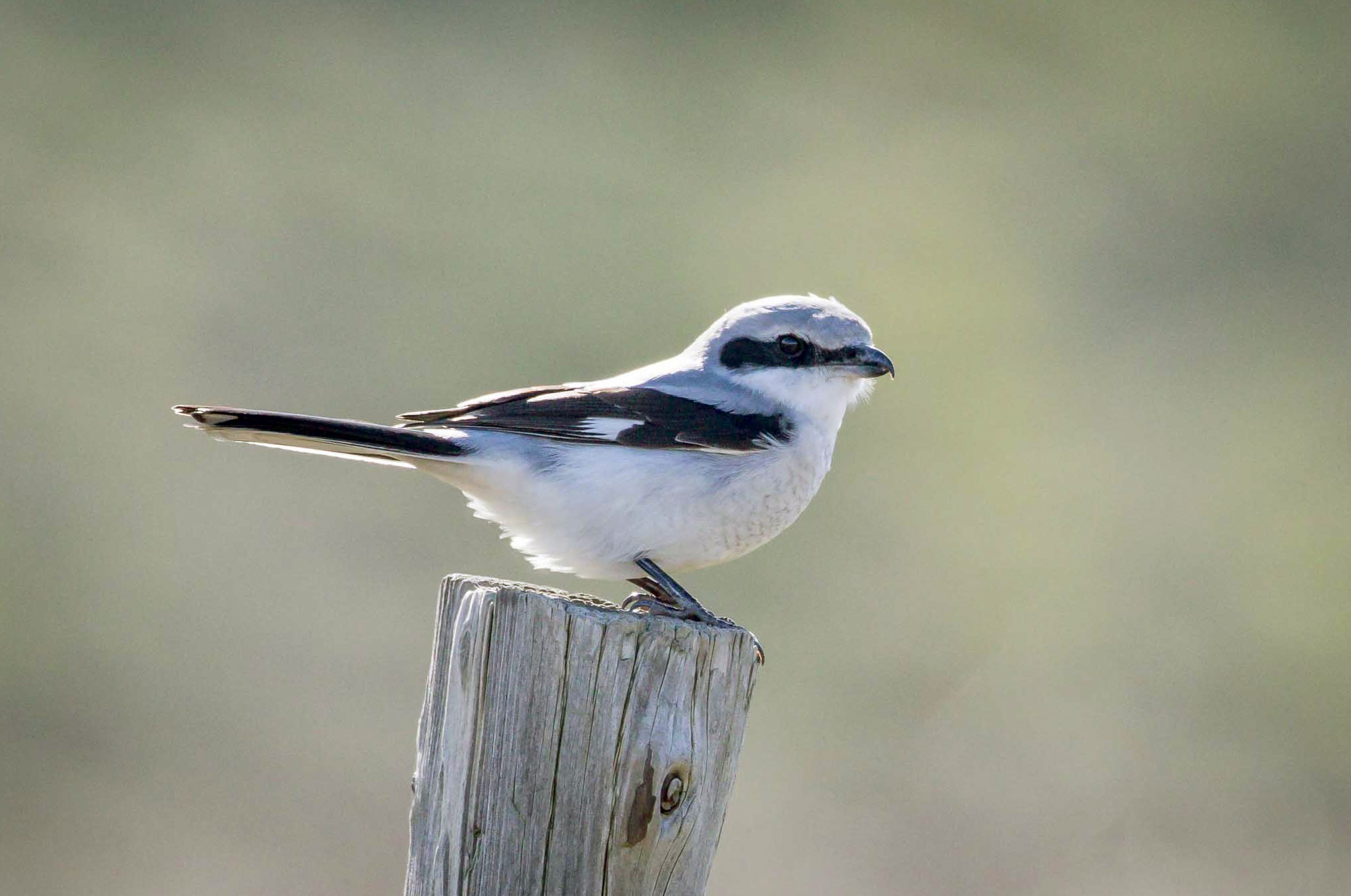
Esemplare a Chilham.

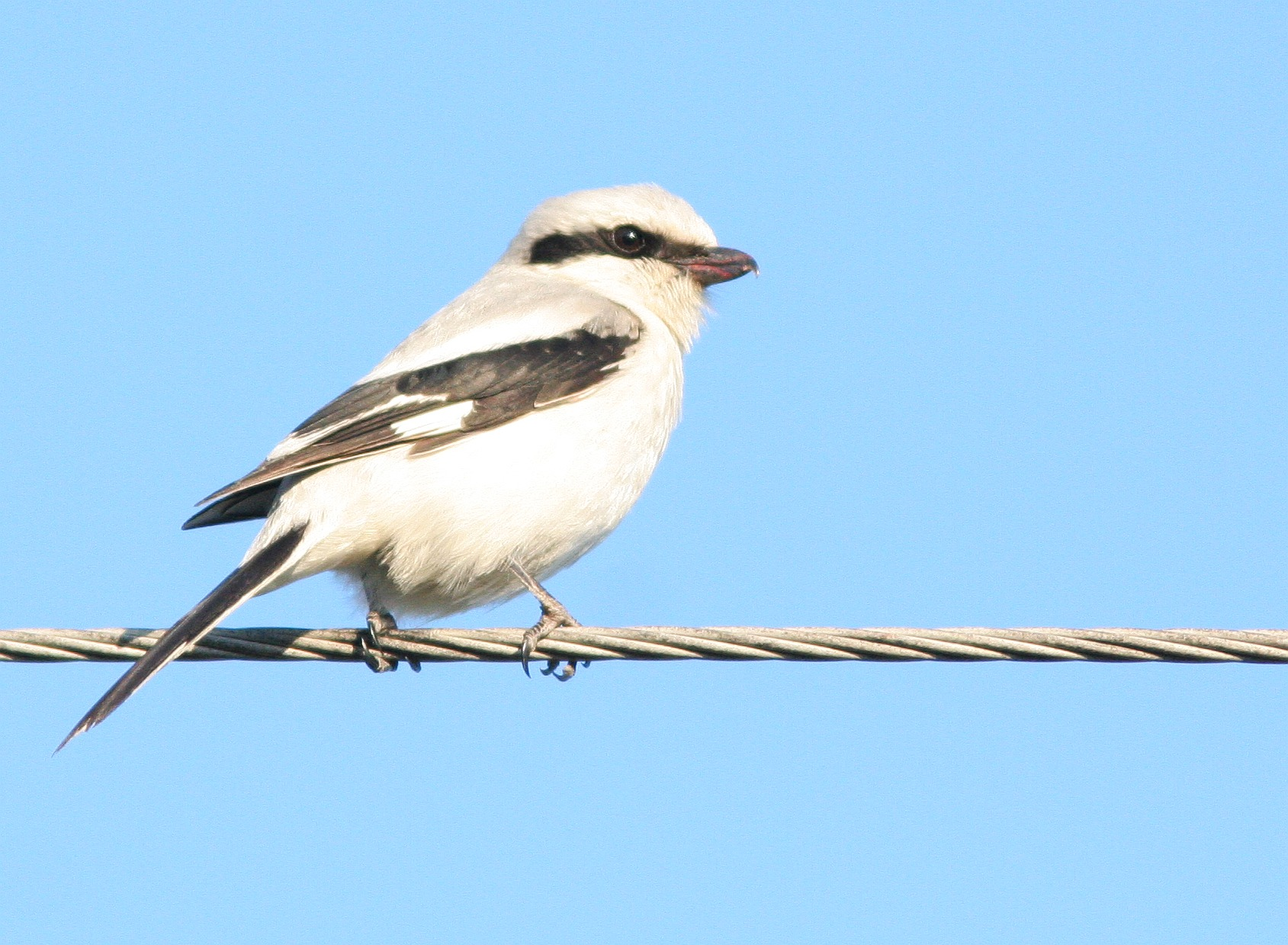
Esemplare nei pressi di Lublino.

### Dimensioni
Misura 24-25 cm di lunghezza, per 48-81 g di peso.

### Aspetto
Si tratta di uccelli dall'aspetto robusto, muniti di grossa testa ovale e allungata che sembra incassata direttamente nel torso, becco robusto dall'estremità adunca, ali arrotondate, forti zampe artigliate e coda di media lunghezza e dall'estremità vagamente romboidale.
Il piumaggio si presenta di colore grigio su calotta (fronte, vertice, nuca), dorso, scapolare e codione, mentre gola, petto, ventre e sottocoda (nonché un sottile sopracciglio che sfuma nel grigio della calotta, gli specchi alare su remiganti e coda e la base delle copritrici) sono di colore bianco e ali, coda e mascherina facciale (che si estende dai lati del becco fino alla parte superiore delle guance e l'area periauricolare) sono di colore nero.

Il dimorfismo sessuale è presente ma non molto accentuato, tant'è vero che i due sessi non sempre sono semplici da distinguere nelle osservazioni sul campo: in generale, i maschi presentano colorazione più pura rispetto alle femmine, dove il bianco ventrale ed il grigio dorsale mostrano sfumature brunastre ed il nero di faccia, ali e coda è meno brillante e definito.
In ambedue i sessi il becco e le zampe sono di colore nero, mentre gli occhi sono di colore bruno scuro.

## Biologia

### Alimentazione
Si nutre come le altre averle di grossi insetti come il Pentodon bidens punctatus, piccoli uccelli e qualche piccolo rettile o piccolo mammifero. Quando le prede abbondano è solita infilzarle su arbusti spinosi, per poi andare a prenderle quando necessita. La preda viene infilzata per essere fatta a brandelli, in modo da poter nutrire a piccoli pezzi, un po' per volta, i pulcini nel nido nei paraggi.

### Riproduzione

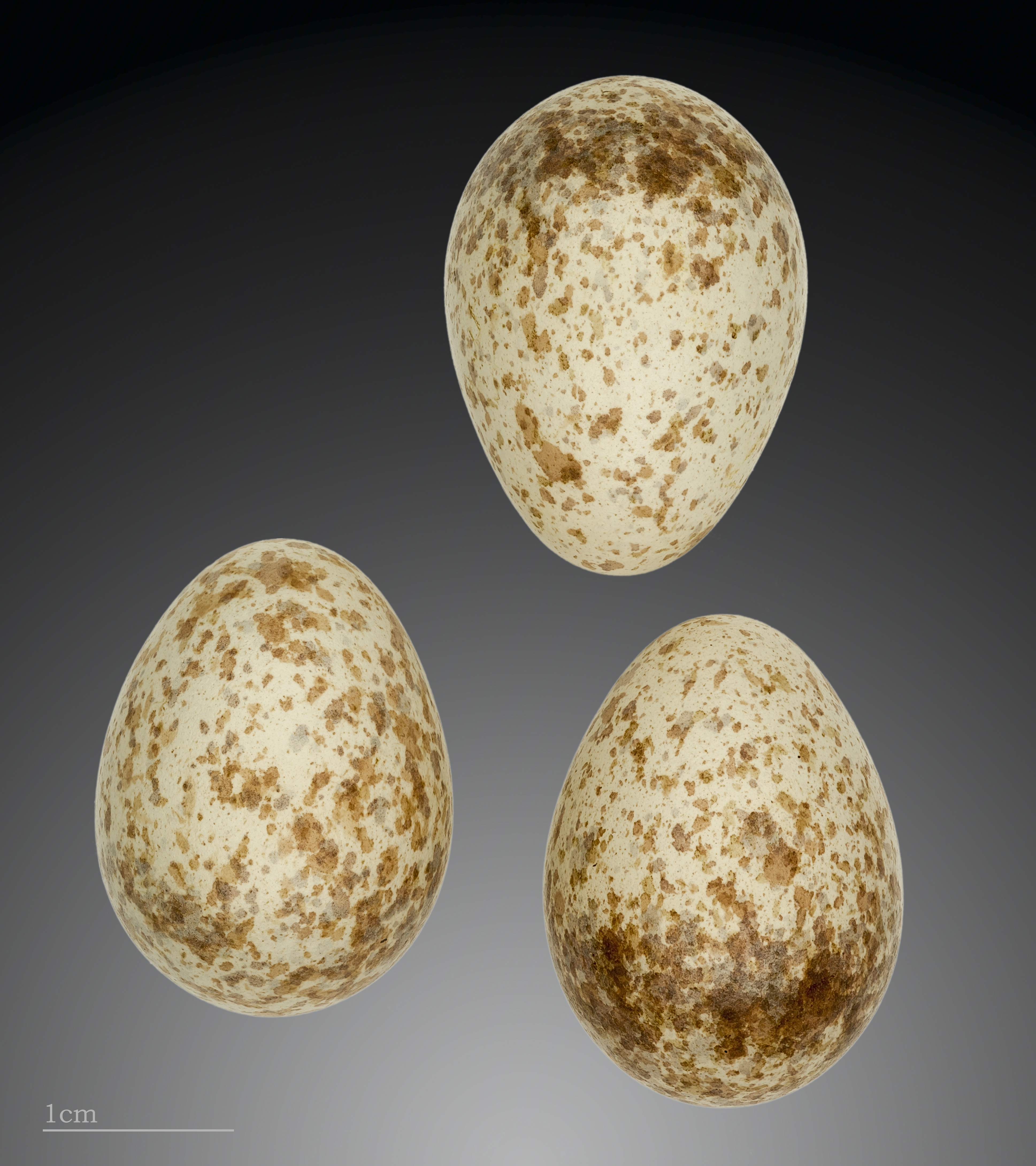
Uova al Museo di Tolosa.

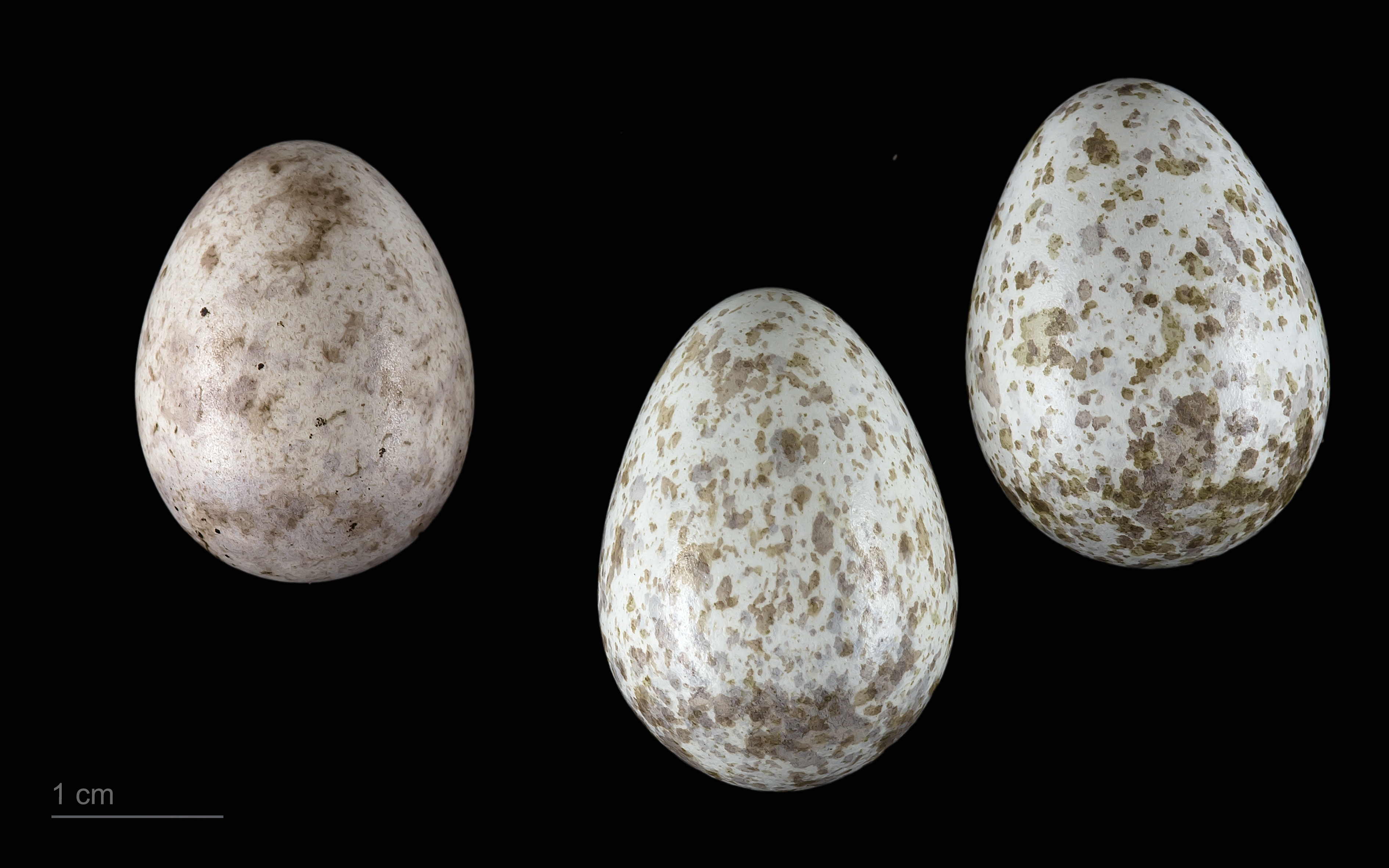
Cuculus canorus canorus + Lanius excubitor - Museo di Tolosa

Fa nidi in bassi cespugli, in cui depone dalle 4 alle 7 uova, che si schiudono dopo 16 giorni e, per lo svezzamento dei piccoli, bisogna aspettare tre settimane. 

## Distribuzione e habitat
L'averla maggiore nidifica nei paesi più a nord dell'Europa, per poi svernare nei paesi più a sud, Italia compresa, fino ad arrivare in Africa del nord. Il suo habitat è simile a quello di quasi tutte le averle, ambienti agricoli e, vicino alla boscaglia, è possibile osservarlo in appostamento su rami bassi, da cui individua le prede che può catturare anche al volo.

## Tassonomia
Se ne riconoscono dodici sottospecie:
- Lanius excubitor excubitor Linnaeus, 1758 - la sottospecie nominale, diffusa dalla Francia all'Ob' e a Kazan', svernante in Europa meridionale, sud della Fennoscandia, Asia Minore, Caucaso e Transcaspia;
- Lanius excubitor homeyeri Cabanis, 1873 - diffusa dalla penisola balcanica alle pendici meridionali degli Urali ed all'Altaj, svernante in Asia centrale;
- Lanius excubitor koenigi Hartert, 1901 - endemica elle Canarie;
- Lanius excubitor algeriensis Lesson, 1839 - diffusa in Nordafrica dalla Cirenaica alla Mauritania nord-occidentale;
- Lanius excubitor elegans Swainson, 1832 - diffusa dalla Mauritania nord-orientale a Port Sudan e a nord-est fino a Israele;
- Lanius excubitor leucopygos Hemprich & Ehrenberg, 1833 - diffusa dal sud della Mauritania al Sudan del Sud;
- Lanius excubitor aucheri Bonaparte, 1853 - diffusa lungo la fascia costiera del Mar Rosso dal Sudan centro-orientale al Somaliland, oltre che nel Negev, nel sud-est del Sinai, nella Penisola arabica, in Siria, Iraq e Iran;
- Lanius excubitor theresae Meinertzhagen R., 1953 - diffusa nel sud del Libano e nel nord di Israele;
- Lanius excubitor buryi Lorenz von Liburnau & Hellmayr, 1901 - endemica dello Yemen;
- Lanius excubitor uncinatus Sclater & Hartlaub, 1881 - endemica di Socotra;
- Lanius excubitor lahtora (Sykes, 1832) - diffusa nel subcontinente indiano;
- Lanius excubitor pallidirostris Cassin, 1851 - diffusa dalle coste nord-occidentali del Mar Caspio al nord della Cina;

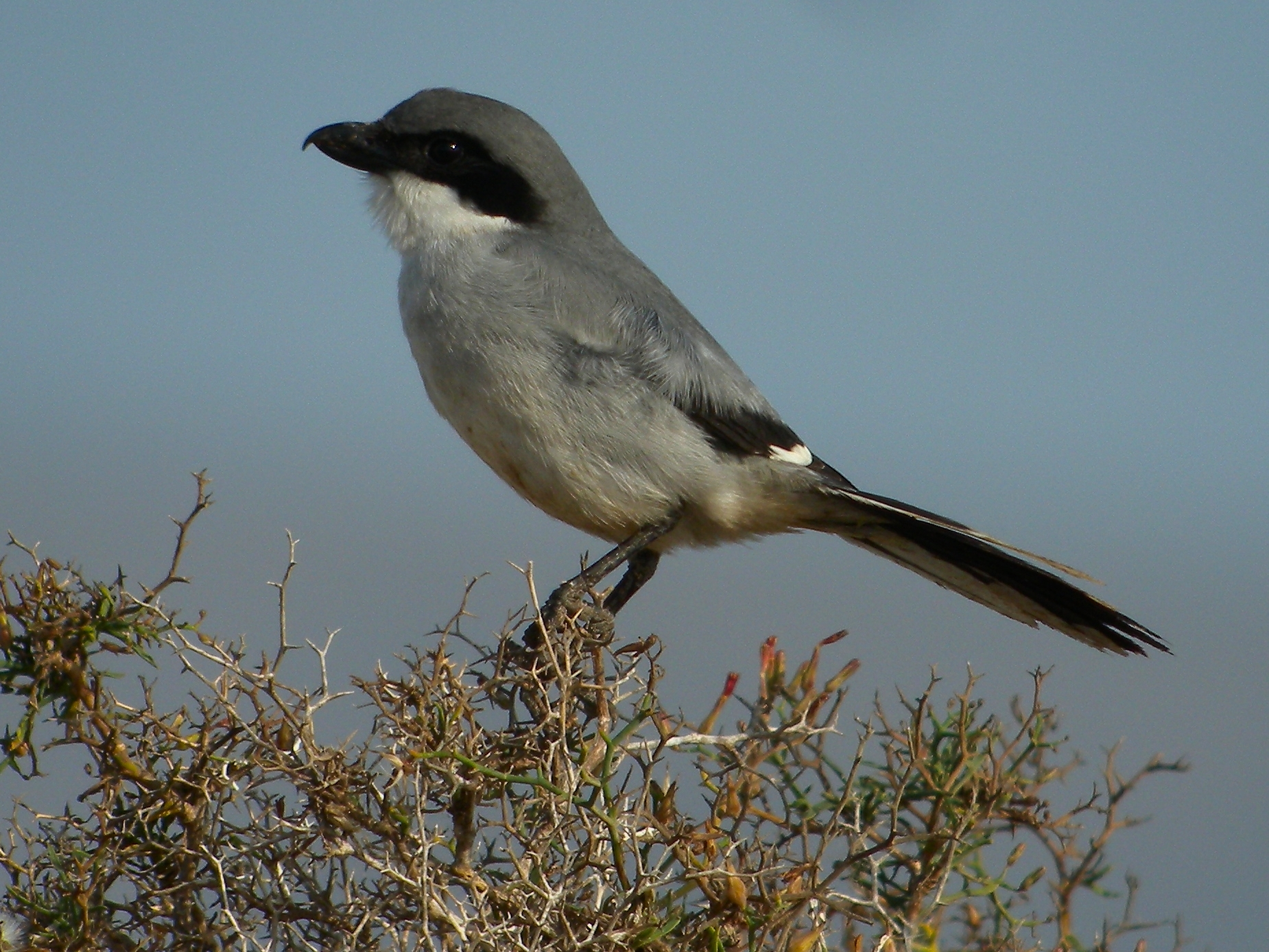
L. e. koenigi a Lanzarote.
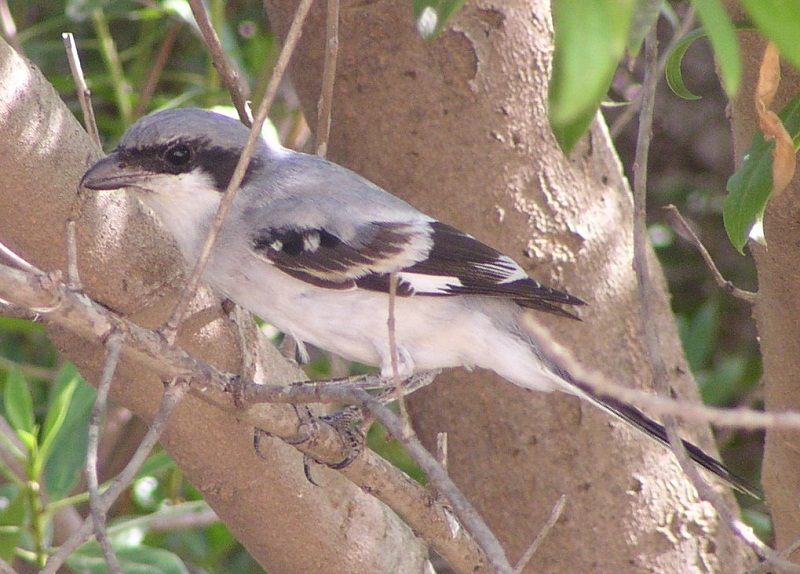
L. e. algeriensis.
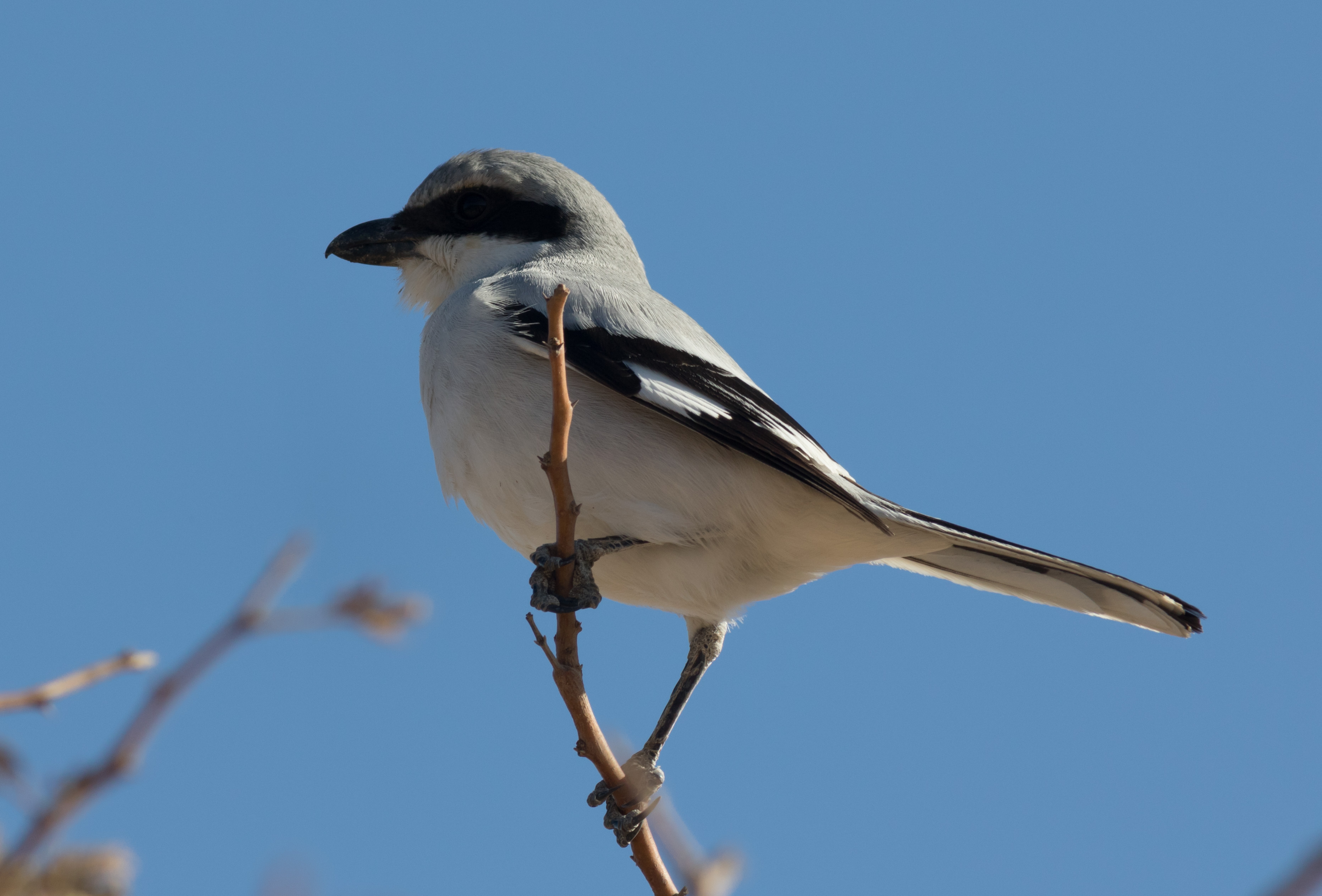
L. e. elegans a Sde Boker.
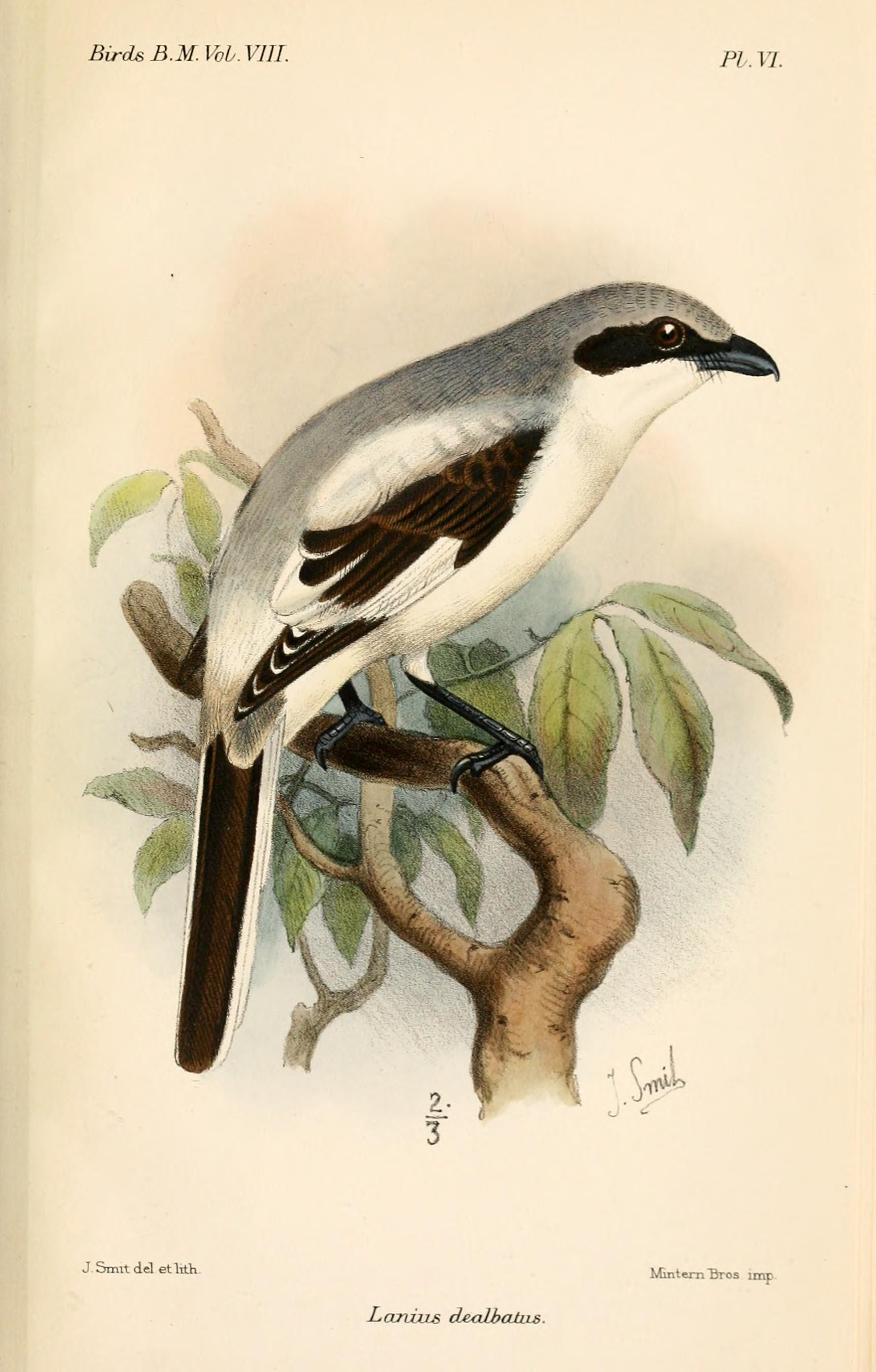
Illustrazione di L. e. leucopygos.
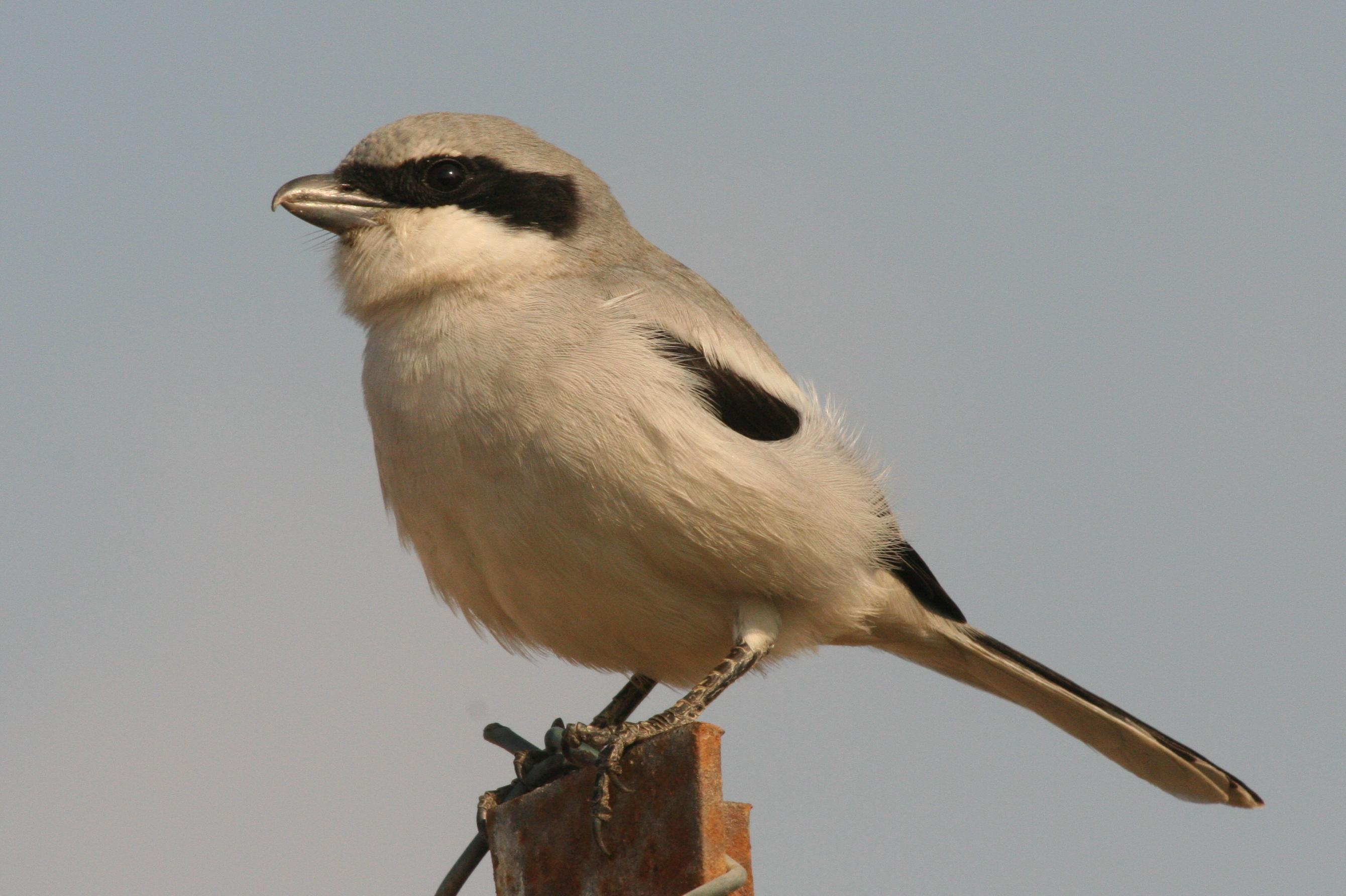
L. e. aucheri ad Abu Dhabi.
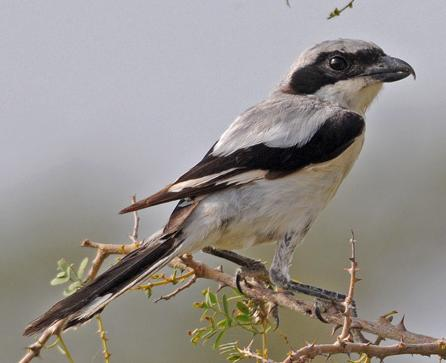
L. e. lahtora a Chhapar.
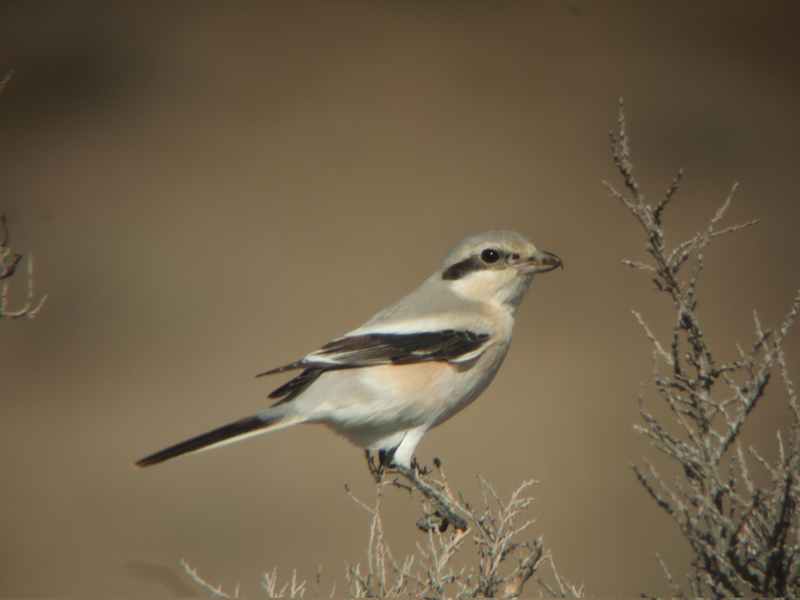
L. e. pallidirostris nel sud del Kazakistan.

La tassonomia di questa specie è stata e tuttora rimane piuttosto tormentata: mentre alcuni autori riconoscerebbero anche le sottospecie leucopterus del Kazakistan orientale (sinonimizzata con homeyeri) e jebelmarrae del Sudan sud-occidentale (sinonimizzata con leucopygos), altri accorperebbero theresae ad aucheri. La stessa sottospecie leucopygos è soggetta a problemi di nomenclatura, in quanto secondo alcuni autori sarebbe da applicare per il principio di priorità il nome leucopygus.

Infine, nonostante la recente elevazione al rango di specie a sé stanti di Lanius meridionalis e Lanius borealis, le recenti analisi del DNA mitocondriale hanno mostrato che anche le sottospecie pallidirostris e lahtora / aucheri mostrano una certa distanza rispetto alle altre, e potrebbero in seguito a ulteriori revisioni essere elevate al rango di specie a sé.

## Stato di conservazione
L'averla maggiore è una specie protetta.